# Tanz der Staubkörnchen in den Sonnenstrahlen
Das Gemälde Tanz der Staubkörnchen in den Sonnenstrahlen (dänisch: Støvkornenes dans i solstrålerne) ist ein im Jahr 1900 fertiggestelltes Ölgemälde des dänischen Malers Vilhelm Hammershøi. Das Werk befindet sich im Museum Ordrupgaard in Charlottenlund bei Kopenhagen, Dänemark.

## Titel
Als das Werk zum ersten Mal vonseiten des Künstlers ausgestellt wurde, erhielt es den Titel Solskin (Sonnenschein) respektive Solstråler (Sonnenstrahlen). Der heutige Titel des Werks etablierte sich erst über die folgenden Jahre hinweg und ist Ausdruck der poetischen Allüren der späteren Rezeption des künstlerischen Werks Vilhelm Hammershøis im Allgemeinen.

## Bildbeschreibung
Das Gemälde (Öl auf Leinwand, 70 × 59 cm) zeigt einen leeren Raum in Hammershøis Wohnung aus dem 17. Jahrhundert im Stadtteil Christianshavn in Kopenhagen. Die kahlen und schlicht getäfelten Wände, ohne jegliche Einrichtung oder Dekoration versehen, werden von den Strahlen der Wintersonne beleuchtet, die durch das Fenster scheinen und ein Muster aus Licht und Schatten auf den Holzboden fallen lassen.
Das zentrale Element des Werks ist das eingelassene Fenster, durch das Wellen von staubgefülltem Licht schräg nach unten in das Grau des Raums scheinen. Der Mangel an Farbe ist ganz allgemein typisch für das Œuvre Hammershøis und zeigt sich auch im vorliegenden Bild. Der Gesamteindruck ist, dass das Gemälde einen dunklen, stillen Raum darstellt, obwohl sich der Raum tatsächlich in einem geschäftigen Teil der Stadt befand, in der Nähe des Lärms der Docks und Fabriken.
Wie viele seiner Zeitgenossen verwendete Hammershøi das damals noch vergleichsweise neue Medium der Fotografie als Grundlage für seine Werke, was auch beim vorliegenden Gemälde zutrifft. So kann das Gemälde ebenfalls den Eindruck einer Schwarz-Weiß-Fotografie mit all den dazwischen liegenden Grautönen vermitteln, während die staubigen Sonnenstrahlen dem Raum eine poetische Wirkung verleihen. Wie in den Gemälden der Romantik kann das Fenster als Symbol der Sehnsucht und des Träumens gesehen werden, das das Innere des Raums mit der Außenwelt verbindet und Nähe und Ferne gegenüberstellt. Ähnlich wie später auch bei Edward Hopper wird im vorliegenden Werk das Licht im Innenraum zum Leitmotiv des Bilds.